# Hafis

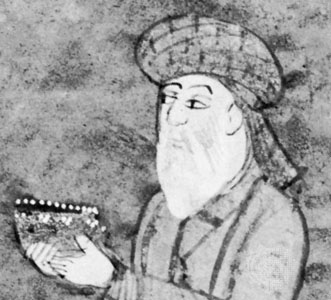
Hafis, Detail eines Manuskriptes des Dīwāns, 18. Jahrhundert

Hafis oder (persisch ausgesprochen) Hāfez (bzw. Ḥāfiẓ), auch Mohammed Schemseddin (persisch خواجه شمس الدين محمد حافظ شيرازى, DMG Ḫwāǧe Šams ad-Dīn Moḥammad Ḥāfeẓ-e Šīrāzī, geboren um 1315 oder 1325 in Schiras, Iran; gestorben um 1390 ebenda) ist einer der bekanntesten persischen Dichter und Mystiker. Sein voller Name umfasst auch den Namen seines Herkunftsortes Schiras. Da Hafis schon im Kindesalter den gesamten Koran auswendig gelernt hatte, erhielt er den Ehrennamen „Hafis“ („jener, der den Koran auswendig kann“). Auch er selbst verwendete in seinen Gedichten fast ausschließlich den Namen Hafis. Sein bekanntestes Werk ist seine Gedichtsammlung, persisch ديوان, DMG Dīwān.

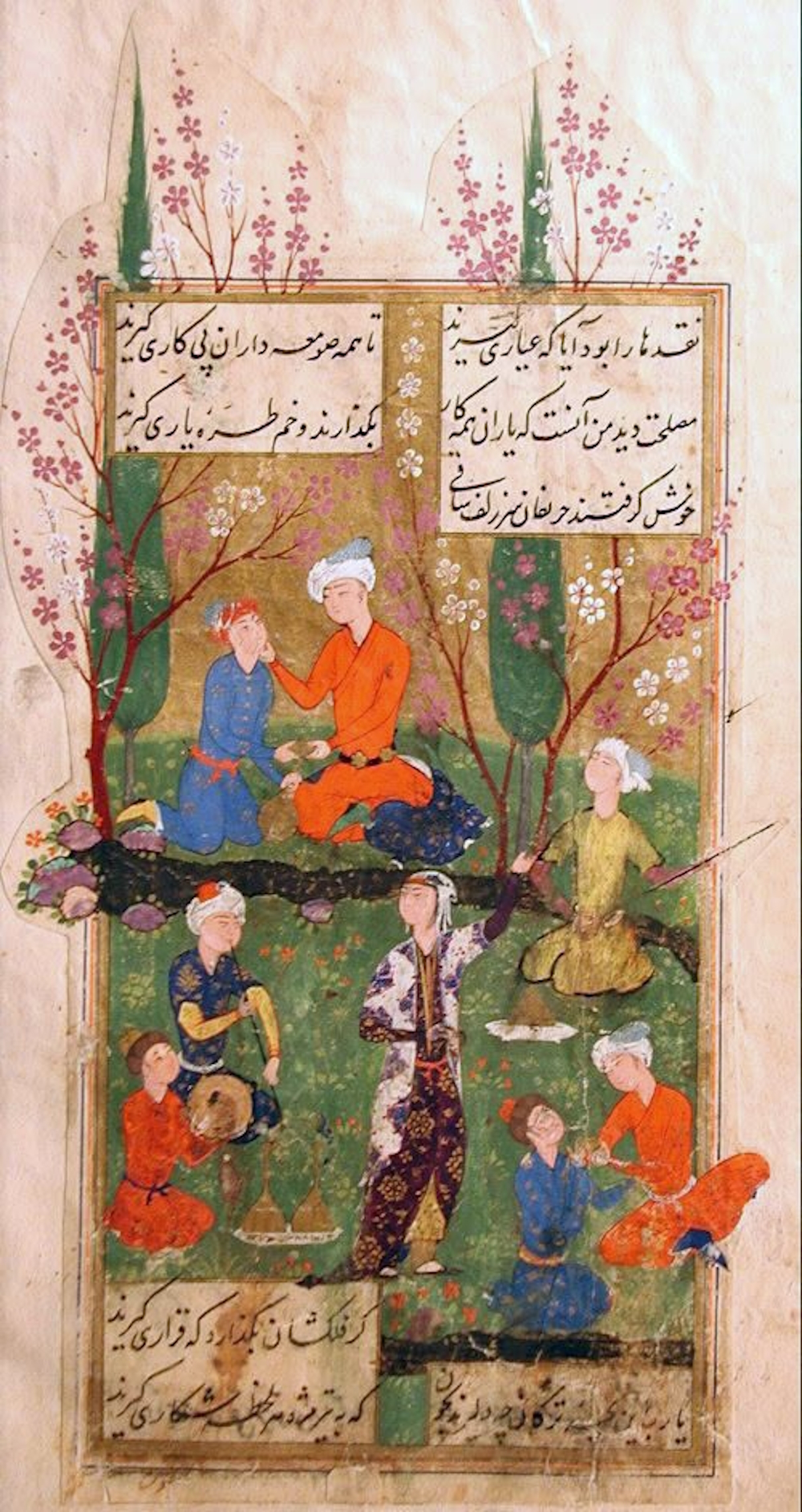
Diwan von Hafiz, Miniaturmalerei, Persien, 1585

## Lebensgeschichte
Über sein Leben gibt es nur wenige gesicherte Daten. Das meiste sind legendenhafte Überlieferungen:
Der Vater Baha-ud-Din war Kohlenhändler und starb, als Hafis noch ein Kind war. Er hinterließ ihm und seiner Mutter hohe Schulden. Des Vaters Rezitationen des Korans haben den Sohn so sehr beeindruckt, dass er das Buch mit 8 Jahren auswendig konnte (daher erhielt er später den Ehrentitel Hafis). Früh wurde er auch mit den Werken von Molana (Dschalal ad-Din ar-Rumi) und Saadi sowie von Attar und Nezāmi vertraut gemacht. Vermutlich erhielt er eine umfassende Ausbildung an einer Madrese; die Gedichtwidmungen und Panegyriken (Lobreden) weisen auf eine zeitige Verbindung mit dem Hof der Muzaffariden hin.
Hafis lernte zunächst das Bäckerhandwerk und übte es einige Zeit aus, bis er im Alter von 21 Jahren Attars Schüler in Schiras wurde. Bei der Auslieferung von Brot und Backwaren in reichen Stadtvierteln lernte er seine „Muse“ Schach-e Nabaat kennen, deren Schönheit er viele Gedichte widmete. Er gewann bald an Bekanntheit und wurde Hofdichter von Abu Ishaq sowie ein vielbeachteter Koranlehrer; er gehörte einem Sufi-Orden (Tariqa) an. Etwa 1333 eroberte Mubariz Muzaffar die Stadt und entließ ihn – für Hafis der Anlass, von der „Romantik“ zu Protestliedern überzugehen.
Als Mubariz von seinem Sohn Schah Schudscha' gestürzt und ins Gefängnis geworfen wurde, erhielt Hafis seine Stelle wieder. Überliefert ist, dass Hafez mit 60 Jahren in einem Freundeskreis eine 40-tägige meditative Nachtwache begann, an deren Ende er eine Art Bewusstseinserweiterung erlebte und sich im Geiste nach 40 Jahren wieder mit Attar traf.
Neben Aufträgen für den Hof schrieb er auch gelehrte Werke.
Hafis starb als hoch geachteter Dichter seiner Zeit. Sein Grab in den Musalla-Gärten von Schiras, die auch durch ihre Rosen bekannt sind, erhielt im Auftrag von Schah Reza Pahlavi einen vielbesuchten Pavillon, genannt Hafeziye.
Hafis gilt, was seine durch Ideen von geistiger Freiheit und Persönlichkeitsrechten geprägten Formulierungen weltlicher Weisheit anbelangt, gemäß Manuel Sommer als Nachfolger Chayyams.

## Der Diwan

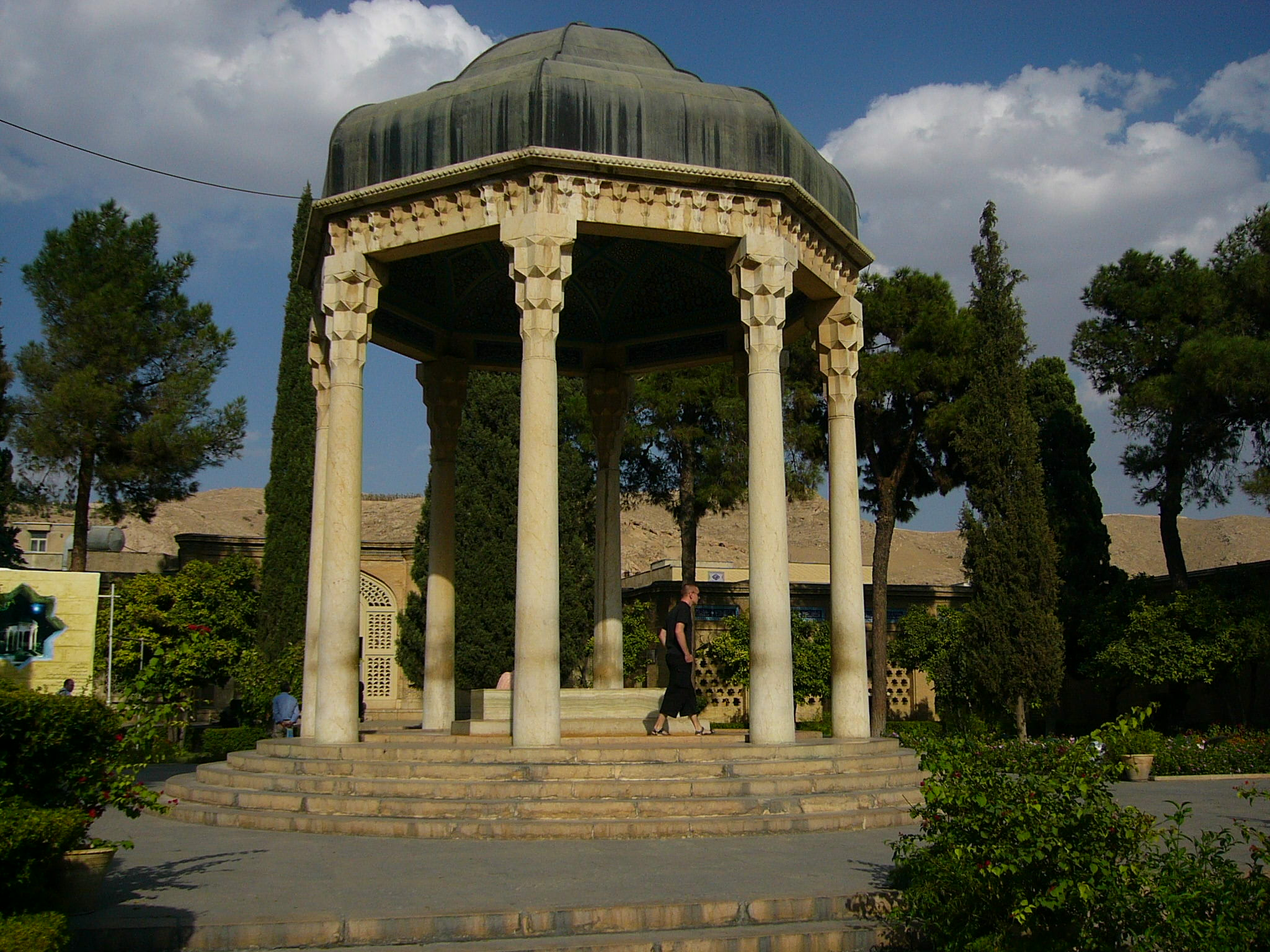
Grab des Hafis in Schiras/Iran

Der Dīwān ist Hafis’ bekanntestes Werk. In gedruckten Ausgaben enthält er mehrere hundert als Original geltende Ghaselen, daneben auch einige Gedichte in anderen Formen. Hafis’ Diwan wurde erst nach seinem Tod zusammengestellt und verbreitet und ist in etwa 1000 Handschriften in Europa und dem Orient erhalten. Die Handschriften unterscheiden sich voneinander, und es gibt mehrere hundert in Einzelheiten voneinander abweichende Editionen. Hafis’ Ghaselen gelten als formvollendet. In vielen Ghaselen hängen mehrere Verse inhaltlich zusammen, doch kommen auch lose aneinandergereihte Gedankengänge vor. Zu den wiederkehrenden Themen gehören die typischen Motive des persischen Ghasels: unerwiderte Liebe, Trennung und Sehnsucht, aber auch das Schwärmen für die Schönheit und Reize der angebeteten Person. Es gibt weiterhin Meditationen über die Vergänglichkeit des Lebens und die Unvermeidbarkeit des Schicksals wie auch die Aufforderung zum Lebensgenuss, Kritik der religiösen Scheinheiligkeit und Verse mit Inhalten aus dem Bereich der Mystik.
Die erste Zeile des Diwans ist im ersten Halbvers Arabisch, im zweiten Persisch:
| alā yā ayyuha s-sāqī adir kaʾsan wa nāwilhā / | ke ‘ešq āsān namūd awwal walī oftād moškelhā                      |
| Reich das Glas, Schenk! Lass es kreisen!      | So einfach schien die Liebe mir, doch nun sing ich dunkle Weisen. |

Im deutschsprachigen Raum wurde Hafis’ Werk vor allem durch die Übersetzungen von Joseph von Hammer-Purgstall (1812) und Vinzenz Rosenzweig von Schwannau (1858–64) sowie die Rezeption durch Goethe (West-östlicher Divan, 1819) bekannt. Während man Hafis’ Ghaselen in Europa oft wörtlich nahm, wurden sie im persisch-islamischen Kulturkreis, wo insbesondere der Weingenuss als verboten bzw. als religiös unerwünscht galt, aber zum Beispiel in Herrscherkreisen zeitweise gepflegt wurde und in der mystischen Dichtung schon lange vor Hafis allegorisch verstanden wurde, gerne in übertragenem Sinn gedeutet.

### Beispiele

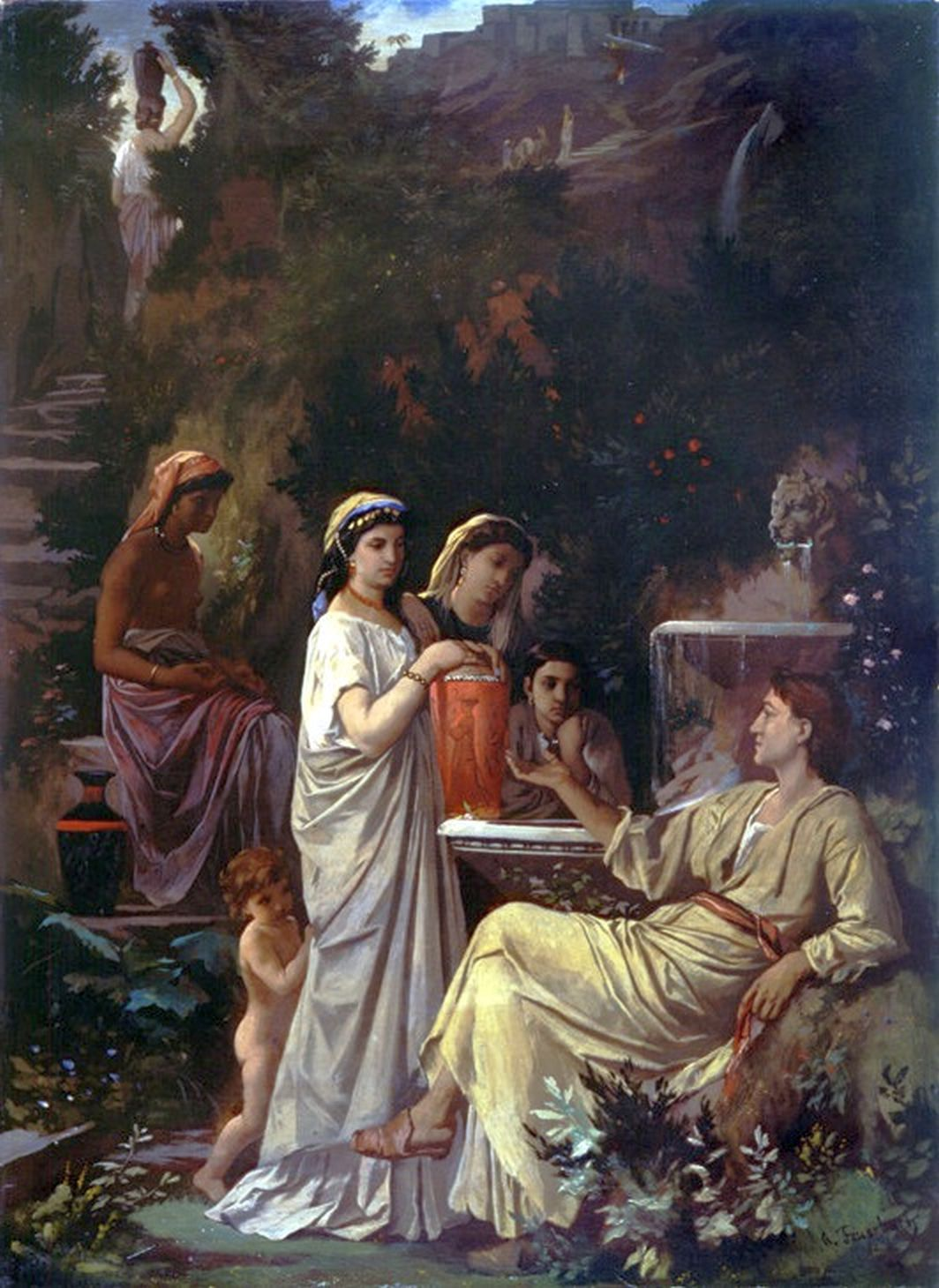
Anselm Feuerbach: Der Märchenerzähler am Brunnen, 1866. Feuerbach beschäftigte sich seit seiner Jugend mit Hafis und stellte ihn auf mehreren seiner Gemälde dar.

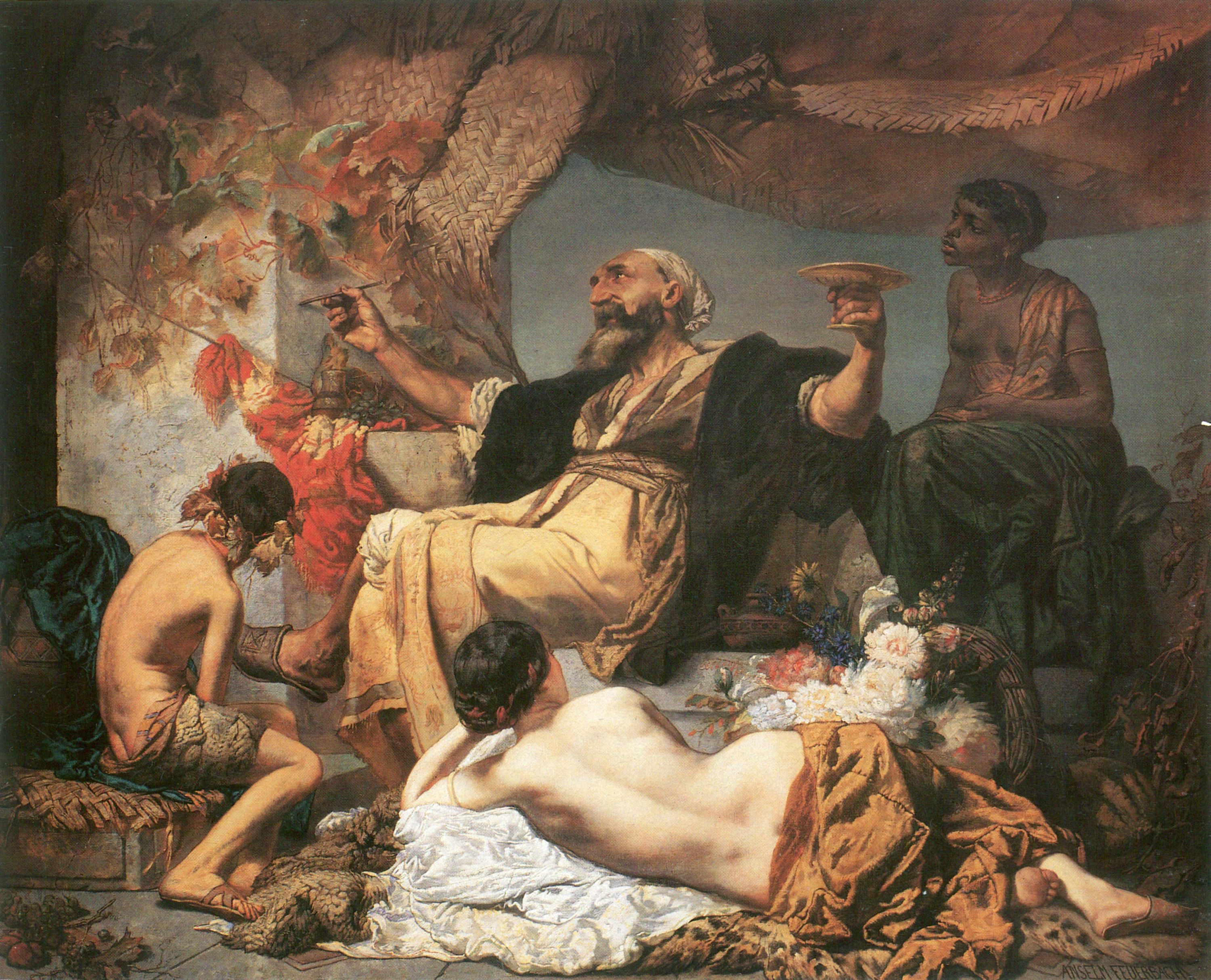
Hafis vor der Schenke, Anselm Feuerbach, 1852

Komm ich ihr nachgegangen, so wird sie schelten eben;

Und legt sich mein Verlangen, wird sich ihr Zorn erheben.

Und wenn ich voll Verlangen einmal auf ihrem Wege,

Wie Staub zu Fuß ihr falle, wird sie wie Wind entschweben.
Wir üben Treu’ und wagen Tadel und sind fröhlich;

Denn Todsünd’ ist’s nach unserm Gesetz, bekümmert leben.

Du küsse nichts als Lippen des Liebchens und des Bechers;

Den Gleißnerhänden, Hafis, ist’s Sünde, Kuss zu geben.

## Goethe und Hafis
Als Hafis’ „Diwan“ in der Übersetzung von Hammer-Purgstall zum ersten Mal in die deutsche Sprache Eingang fand, gehörte Johann Wolfgang von Goethe zu seinen hingebungsvollsten Lesern. Das Werk befindet sich in der Herzogin Anna Amalia Bibliothek in Weimar. Inspiriert und im Dialog mit dieser reich kommentierten Ausgabe schrieb Goethe ab 1814 seinen Gedichtzyklus West-östlicher Divan (1819).
Goethe über Hafis:
Und mag die ganze Welt versinken,

Hafis mit dir, mit dir allein

Will ich wetteifern! Lust und Pein

Sei uns, den Zwillingen, gemein!

Wie du zu lieben und zu trinken,

Das soll mein Stolz, mein Leben sein.
Du bist der Freuden echte Dichterquelle

Und ungezählt entfließt dir Well’ auf Welle.

Zum Küssen stets bereiter Mund,

Ein Brustgesang, der lieblich fließet,

Zum Trinken stets gereizter Schlund,

Ein gutes Herz, das sich ergießet.
Das Hafis-Goethe-Denkmal am Beethovenplatz in Weimar erinnert mit zwei sich gegenüberstehenden granitenen Stühlen, die ost-westlich ausgerichtet sind, an die Begegnung Goethes mit dem Werk des Hafis. Dieses Denkmal wurde im Jahre 2000 durch den damaligen iranischen Präsidenten Chatami anlässlich seines Staatsbesuchs in Deutschland enthüllt und stammt von den Künstlern Ernst Thevis und Fabian Rabsch. Es handelt sich hierbei um eine Schenkung der UNESCO an die Stiftung Weimarer Klassik, wobei seit 1997 private Spenden das Projekt unterstützt hatten. Es soll die miteinander verbundenen „Zwillingsbrüder im Geiste“, wie Goethe seine Beziehung zu Hafis bezeichnete, im Diskurs darstellen. Dazwischen ist in persischer Zierschrift (Nastaʿlīq), umrahmt von geometrischen Ornamenten, eine von Präsident Chatami ausgewählte Ghasele eingelassen, die noch im selben Jahr von der Weimarer Dichterin, Schriftstellerin und Islamwissenschaftlerin Gisela Kraft (1936–2010) in völliger Übereinstimmung mit dem Reimschema des Originals folgendermaßen nachgedichtet wurde:

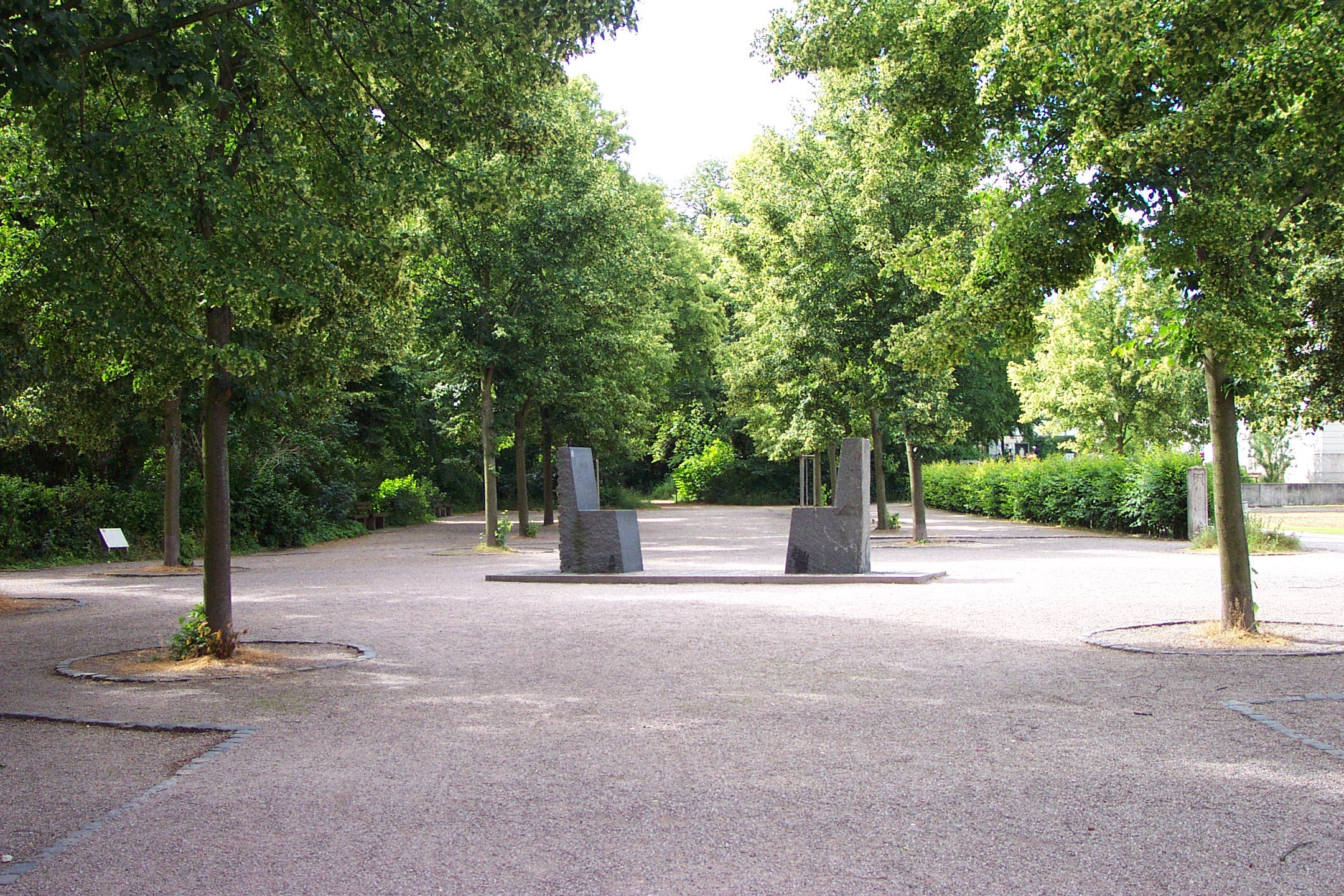
Hafis-Goethe-Denkmal zu Weimar, von Norden gesehen; enthüllt im Jahr 2000.

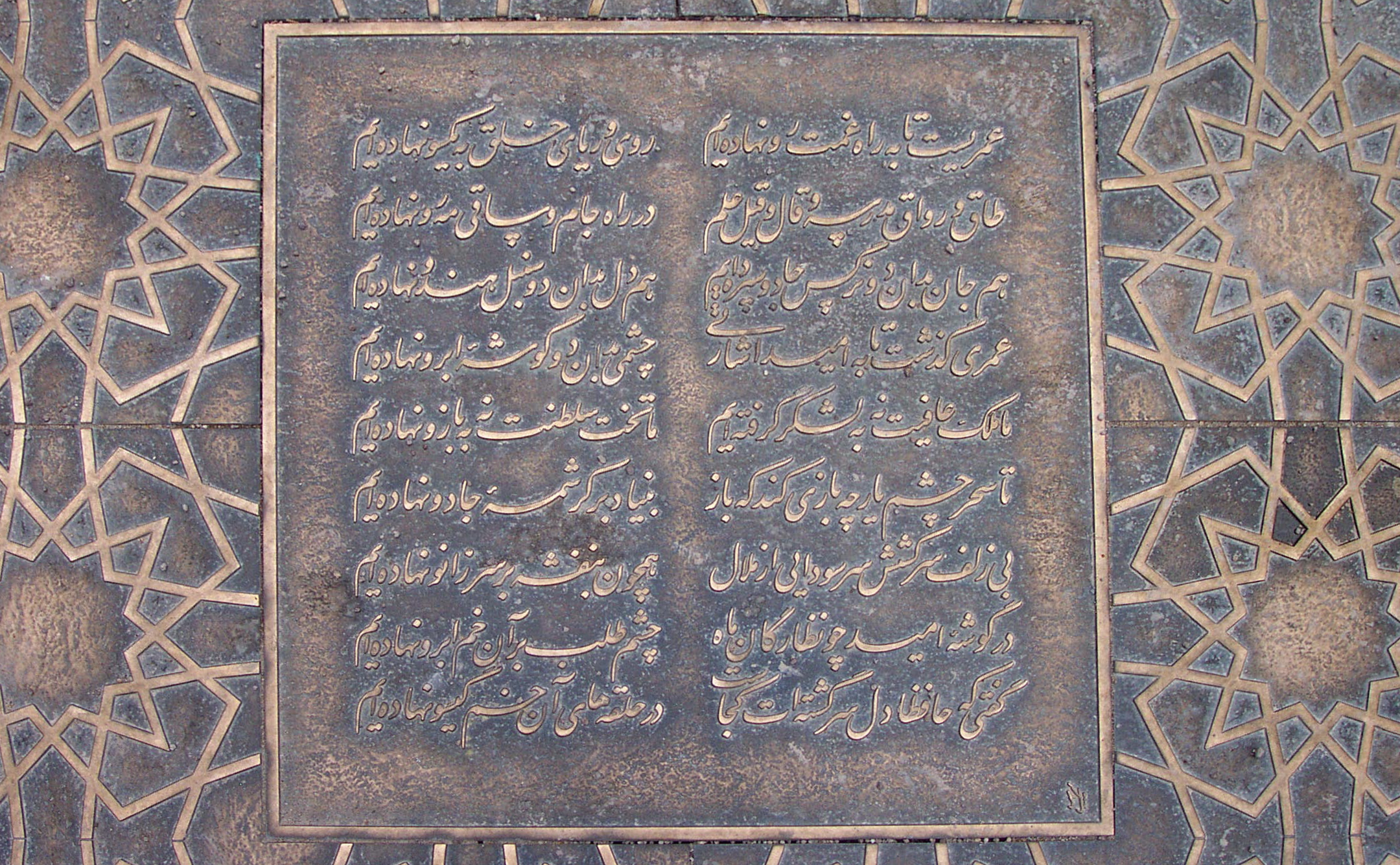
Hafis-Goethe-Denkmal: Ghasel des Hafis, eingelassen zwischen den beiden Granitstühlen.

| عمريست تا به راه غمت رو نهاده ايم روى و رياى خلق به يكسو نهاده ايم طاق و رواق مدرسه و قال و قيل علم در راه جام و ساقى مه رو نهاده ايم هم جان بدان دو نرگس جادو سپرده ايم هم دل بدان دو سنبل هندو نهاده ايم عمرى گذشت تا به اميد اشارتى چشمى بدان دو گوشهٔ ابرو نهاده ايم ما ملك عافيت نه به لشگر گرفته ايم ما تخت سلطنت نه به بازو نهاده ايم تا سحر چشم يار چه بازى كند كه باز بنياد بر كرشمهٔ جادو نهاده ايم بى زلف سركشش سر سودائى از ملال همچون بنفشه بر سر زانو نهاده ايم در گوشهٔ اميد چو نظارگان ماه چشم طلب بر آن خم ابرو نهاده ايم گفتى كه حافظا دل سرگشته ات كجاست در حلقه هاى آن خم گيسو نهاده ايم | Um dich zu leiden ist mein Lebensweg gewesen, Fernab der Welt mit ihrem gleisnerischen Wesen. Ein vollgeschenktes Glas, ein Mundschenk, mondenschön, Statt geifernder Gelehrter schmeichelt meinem Wesen. Mein Geist hat zwei Narzissenaugen sich erlesen, Zwei Hyazinthenhärchen im Gesicht erlag mein Wesen. So ging das Leben hin in Hoffnung auf ein Zeichen: Zwei Brauenenden sind mein Augentrost gewesen. Und wie kein Heer mir hilft, am Dasein zu genesen, So wenig taugt mein Arm, ein Weltreich zu verwesen. Das Auge des Geliebten, das da spielt und blitzt: In seinem zauberischen Zwinkern ruht mein Wesen. Bekümmert press die Stirn aufs Knie ich wie ein Veilchen, Weil seine freche Strähne nicht zu sehn gewesen. Wie andere den Mond betrachten voll Verlangen, Ist jene Braue meiner Blicke Mond gewesen. Hafis, hast du gesagt, wo irrt dein schweifend Herz? – In einer Lockenbiege treibt es nun sein Wesen. |

‘omrī-st tā be rāh-e ġammat rū nehāde’īm

rūy-o riyā-ye ḫalq be yek-sū nehāde’īm

ṭāq-o rawāq-e madrase-wo qāl-o qīl-e ‘elm

dar rāh-e ǧām-o sāqī-ye mah-rū nehāde’īm

ham ǧān bedān do narges-e ǧādū seporde’īm

ham del bedān do sombol-e hendū nehāde’īm

‘omrī goẕašt tā be-omīd-e ešāratī

čašmī bedān do gūše-ye abrū nehāde’īm

mā molk-e ‘āfiyat na be lašgar gerefte’īm

mā taḫt-e salṭanat na be bāzū nehāde’īm

tā seḥr-e čašm-e yār če bāzī konad ke bāz

bonyād bar kerešme-ye ǧādū nehāde’īm

bī zolf-e sarkešaš sar-e saudā’ī az malāl

hamčūn banafše bar sar–e zānū nehāde’īm

dar gūše-ye omīd čo neẓāregān-e māh

čašm-ṭalab bar ān ḫam-e abrū nehāde’īm

goftī ke ḥāfeẓā del-e sargašte’at koǧā-st

dar ḥalqe-hā-ye ān ḫam-e gīsū nehāde’īm 

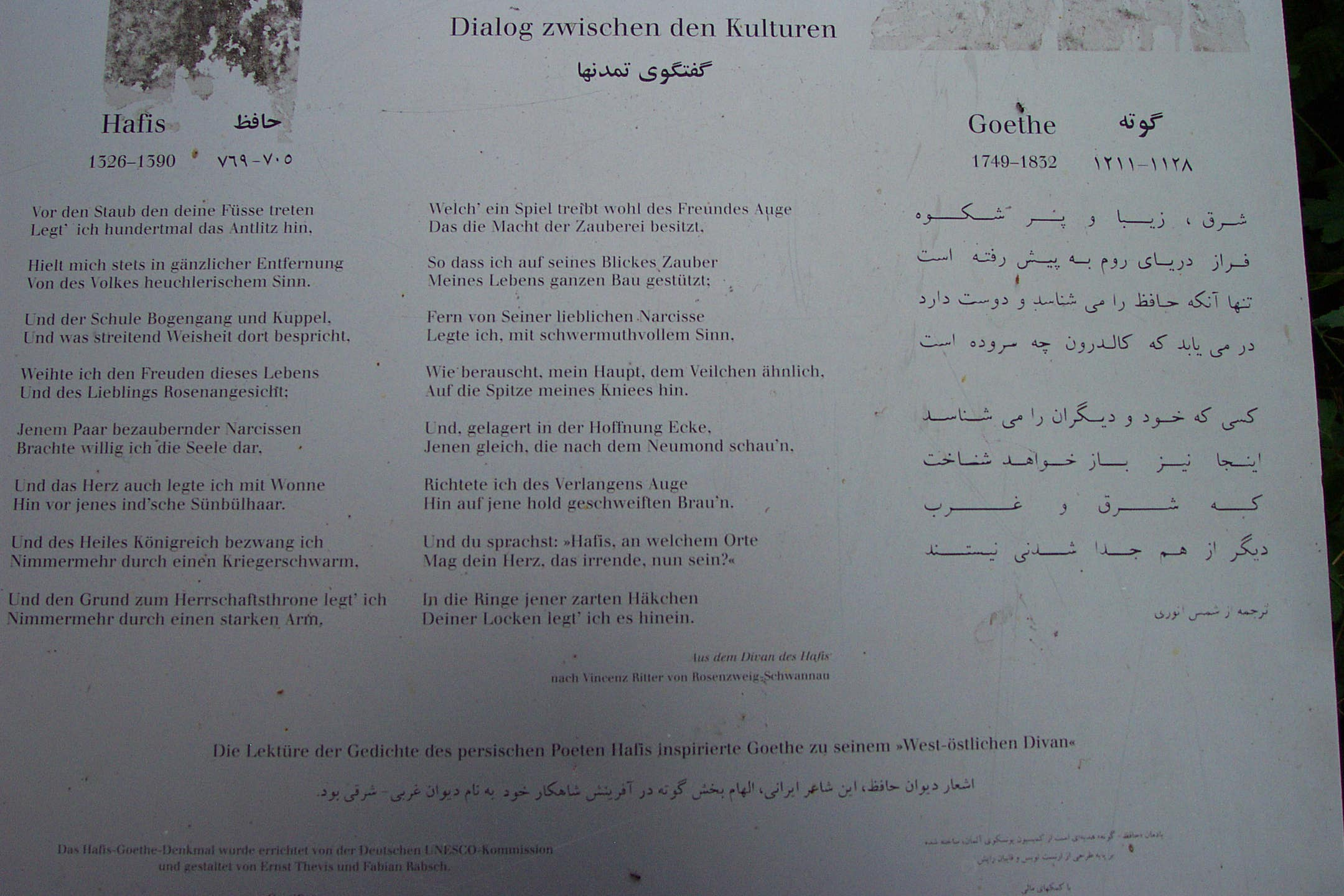
Hafis-Goethe-Denkmal: Tafel neben dem Denkmal mit erklärenden Texten sowie der Nachdichtung der Hafis-Ghasele von Vincenz Ritter von Rosenzweig-Schwannau und den persischen Übersetzungen der beiden Goethe’schen Vierzeiler: Herrlich ist der Orient / Übers Mittelmeer gedrungen / Nur wer Hafis liebt und kennt / Weiß was Calderon gesungen und Wer sich selbst und andere kennt / Wird auch hier erkennen: / Orient und Occident / Sind nicht mehr zu trennen.

Neben dem Denkmal wurde anlässlich seiner Enthüllung eine Tafel mit einer bereits vorhandenen, jedoch unvollständigen Nachdichtung von Vincenz Ritter von Rosenzweig-Schwannau (1791–1865) angebracht, die im Reimschema des Vierzeilers gehalten ist und somit von dem der Ghasele abweicht (vgl. nebenstehendes Bild). Hammer-Purgstall und Rückert hatten diese Zeilen bei ihrer Übertragung des Diwans seinerzeit nicht berücksichtigt:
Vor den Staub, den deine Füsse treten,

Legt’ ich hundertmal das Antlitz hin.

Hielt mich stets in gänzlicher Entfernung

Von des Volkes heuchlerischem Sinn.

Und der Schule Bogengang und Kuppel,

Und was streitend Weisheit dort bespricht,

Weihte ich den Freuden dieses Lebens

Und des Lieblings Rosenangesicht:

Jenem Paar bezaubernder Narcissen

Brachte willig ich die Seele dar.

Und das Herz auch legte ich mit Wonne

Hin vor jenes ind’sche Sünbülhaar.

Und des Heiles Königreich bezwang ich

Nimmermehr durch einen Kriegerschwarm.

Und den Grund zum Herrschaftsthrone legt’ ich

Nimmermehr durch einen starken Arm.

Welch’ ein Spiel treibt wohl des Freundes Auge,

Das die Macht der Zauberei besitzt.

So dass ich auf seines Blickes Zauber

Meines Lebens ganzen Bau gestützt:

Fern von seiner lieblichen Narcisse

Legte ich, mit schwermuthvollem Sinn,

Wie berauscht, mein Haupt, dem Veilchen ähnlich,

Auf die Spitze meines Kniees hin.

Und, gelagert in der Hoffnung Ecke,

Jenen gleich, die nach dem Neumond schau’n,

Richtete ich des Verlangens Auge

Hin auf jene hold geschweiften Brau’n.

Und du sprachst: »Hafis, an welchem Orte

Mag dein Herz, das irrende, nun sein?«

In die Ringe jener zarten Häkchen

Deiner Locken legt’ ich es hinein.

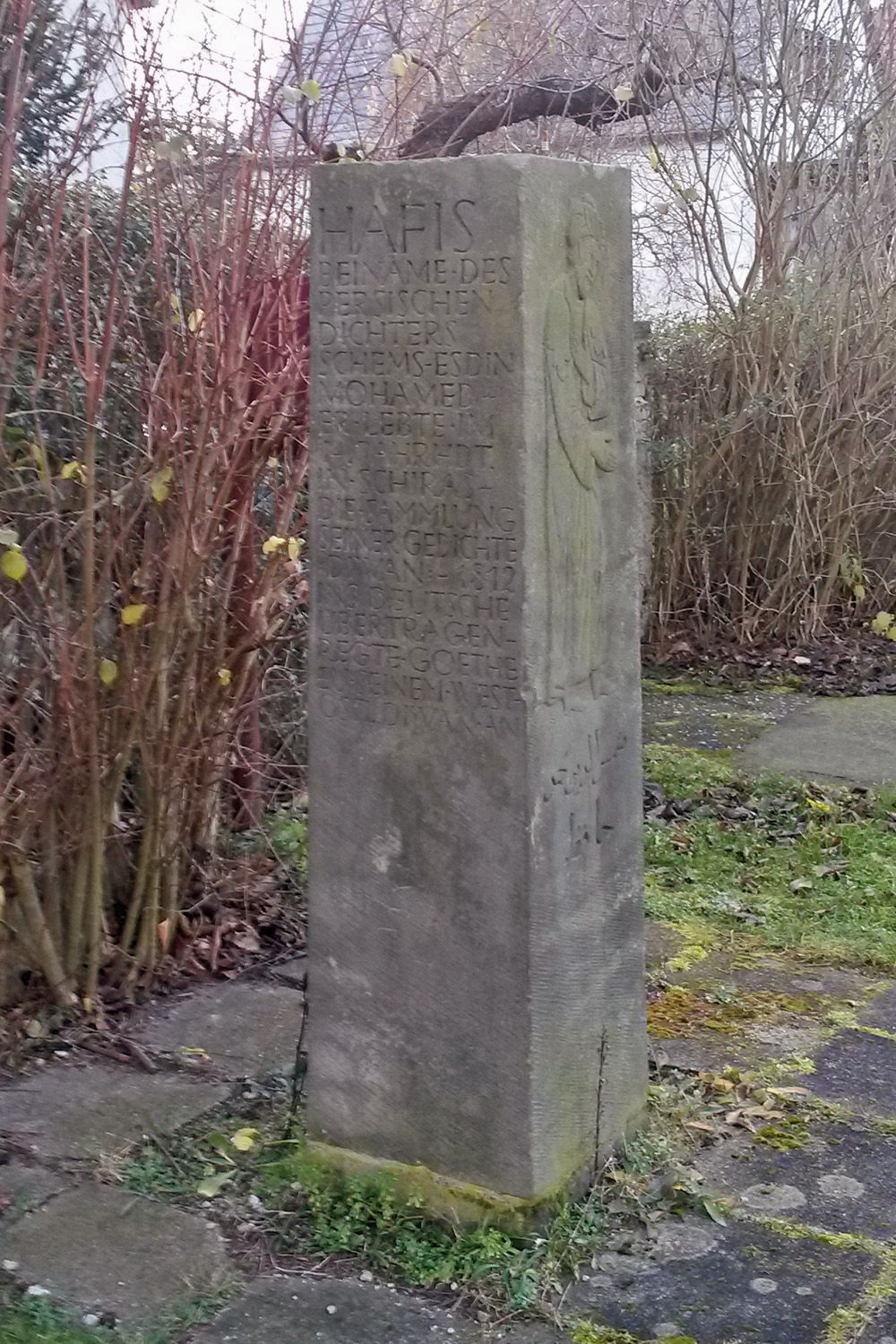
Der Hafis-Gedenkstein in Leipzig-Meusdorf.

Im Leipziger Stadtteil Meusdorf trägt der Hafisweg seit 1950 den Namen des Dichters. Ein 1972 dort errichteter Hafis-Gedenkstein zitiert die Zwillings-Passage aus dem West-östlichen Divan.

## Rückert und Hafis
Wie kein anderer deutscher Dichter hat sich Friedrich Rückert mit dem Werk von Hafis auseinandergesetzt. Rückert konnte dank seiner persischen Sprachkenntnisse Hafis im Original lesen. 1822 erschienen in Leipzig bei Brockhaus die Oestlichen Rosen, ein Gedichtband mit 365 Gedichten. Obwohl Goethes Divan und Rückerts Rosen aus der Rezeption der persischen Dichtung entstanden sind, unterscheiden sie sich grundlegend. Während Goethe bei seinem Divan die gesamte orientalische Dichtung im Blick hatte, konzentriert sich Rückert auf Hafis. Dies wird besonders dann deutlich, wenn er ihn am Schluss eines Gedichtes direkt beim Namen nennt:
Die Gaselle sollte springen,

Nachtigall den Gruß erwidern,

Wenn ich trunken wollte singen

Stellen aus Hafisens Liedern
Rückert greift in seiner Dichtung Sprachbilder Hafis’ zur Rose, Nachtigall, dem Wein, den Locken der Geliebten, Liebe und Vergänglichkeit auf und stellt seine Dichtung in die Tradition seines großen Vorbildes. Dabei weist er gleich zu Beginn der Gedichtsammlung darauf hin, dass die Beschäftigung mit der orientalischen Dichtung eine gewisse Ernsthaftigkeit verlangt, um deren mystische Dimension zu erfassen:
O wie soll der Nachtigallen

Seele denn in’s Ohr dir fallen,

Wenn dir immer noch vor Ohren

Summet das Geschwätz von Thoren.

Und wie soll die Rosenblüthe

Wirklich blühen in’s Gemüthe,

Willst du noch nach Schimmer gaffen,

Den nicht die Natur erschaffen.

Willst du aufgenommen werden

Aus dem Irrgewirr auf Erden

In des Frühlings heitre Chöre

So nichts Andres sieh’ und höre.

Suche bei uns nicht Zerstreuung,

Sondern ewige Erfreuung.

Komm und trinke ganzer Seele

Rosenduft und Philomele.
Wenn im deutschen und persischen Sprachraum immer wieder darauf Bezug genommen wird, dass sich Goethe bei seinem Divan von Hafis’ Gedichten hat anregen lassen, dann gilt dies weit mehr für Rückert und seine Oestlichen Rosen:
Wie die Kerze

Ist Hafis in Liebesgluth zerstoben,

Freimunds Herze

Hat die hellen Funken aufgehoben.

## Vertonungen

### Hafis-Vertonungen für Sologesang
- Theodor Streicher: 25 Hafis-Lieder für Singstimme und Klavier (1908), Nachdichtung von Georg Friedrich Daumer
- Emil Mattiesen: Zwölf Liebeslieder des Hafis für Singstimme und Klavier op. 9 (1920), Nachdichtung von Georg Friedrich Daumer
- Karol Szymanowski: Des Hafis Liebeslieder für Singstimme und Klavier op. 24 (1911, nur teilweise identisch op. 26)[12]
- Karol Szymanowski: Des Hafis Liebeslieder für Singstimme und Orchester op. 26 (1914, nur teilweise identisch op. 24)[12]

- Viktor Ullmann vertonte 1940 in Prag – vor seiner Deportation in das KZ Theresienstadt – unter dem Titel Das Liederbuch des Hafis fünf Gedichte aus den 1910 im Insel-Verlag erschienenen Nachdichtungen von Hans Bethge.
- Gottfried von Einem: Acht Hafis-Lieder für Singstimme und Klavier op. 5 (1945)[13]

### Hafis-Vertonungen für Chor
- Friedrich Gernsheim: Hafis, eine Liederreihe für Soli, gemischten Chor und Klavier op. 56 (1851), Nachdichtung von Georg Friedrich Daumer[14]

### Hafis als Thema musikalischer Werke
- Waldemar von Baußnern: Hafis, sinfonische Kantate für Soli, Chor, Orchester und Orgel (1929), nach Gedichten aus dem West-östlichen Divan von Johann Wolfgang von Goethe

## Übersetzungen
- Hafis: Der Diwan. Aus dem Persischen von Joseph von Hammer-Purgstall. 2 Bände. Kelkheim 1999. ISBN 3-9806799-3-4.
- Hafis: Der Diwan. Aus dem Persischen von Joseph von Hammer-Purgstall. Mit einem Nachwort von Stefan Weidner. Stuttgart 2007, ISBN 3-86615-415-1.
- Friedrich Rückert: Oestliche Rosen. Brockhaus, Leipzig 1822.
- Georg Friedrich Daumer: Hafis. Eine Sammlung persischer Gedichte. Nebst poetischen Zugaben aus verschiedenen Völkern und Ländern. Hoffmann und Campe, Hamburg 1846, S. 1–150 und 287–316.
- Vinzenz Rosenzweig von Schwannau: Der Diwan. Kaiserlich-königliche Hof- und Staatsdruckerei, Wien 1858–1864.
- Friedrich von Bodenstedt: Der Sänger von Schiras. Allgemeiner Verein für Deutsche Literatur, Verlag Hofmann & Comp., Berlin 1877.
- Johann Christoph Bürgel (Hrsg.): Gedichte aus dem Diwan (= Reclams Universal-Bibliothek. Band 9420). Ditzingen 1986, ISBN 3-15-009420-8. Unveränderter Nachdruck der bibliographisch ergänzten Reclam-Ausgabe von 1977.
- Liebesgedichte von Hafis. Übersetzt von Cyrus Atabay. Insel-Verlag, Frankfurt 1980, ISBN 3-458-19009-0.
- Joachim Wohlleben: Die Ghaselen des Hafiz. Neu in deutsche Prosa übersetzt, mit Einleitung und Lesehilfen. Königshausen & Neumann, Würzburg 2004, ISBN 3-8260-2688-8.
- Jalal Rostami Gooran (Hrsg.): Ghaselen aus dem „Diwan“ Muhammad Schams ad-Din Hafis. Persische, von Abulqasem o. Schamsi kalligrafierte Gedichte aus dem 14. Jahrhundert mit deutscher Übersetzung von Friedrich Rückert. 3. Auflage. Goethe & Hafis, Bonn 2008, ISBN 978-3-940762-00-9.